# Marta Torné

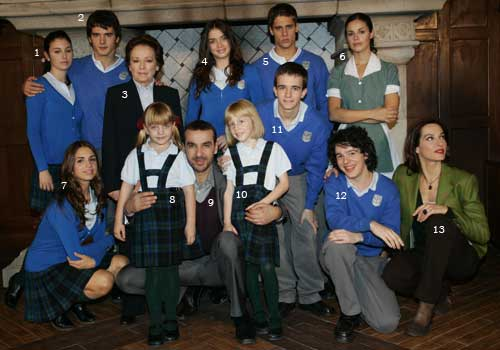
Marta Torné en El Internado.

Marta Torné Gracia (Barcelona, España, 10 de marzo de 1978) es una actriz y presentadora española.

## Biografía

### Radio y televisión
Estudió en el colegio público Felipe II de la ciudad condal y tras cursar estudios técnicos superiores de Producción en el colegio Sant Ignasi-Sarrià, trabajó en las emisoras de D9R, Radio Estel, Flaix FM y RAC 1. 

Su primer trabajo en televisión fue como productora en POPcityCLUB en City TV (actual 8tv), junto a Enric Escudé. En 2002 presentó una sección en el programa Vitamina N también en City TV, presentado por Jordi González, y junto a este y parte de su equipo dio el salto a la televisión nacional con TNT (Telecinco) y Pecado Original (Telecinco) en 2005. En 2004 apareció en el videoclip de la canción «Sopa fría» del grupo de rock murciano M Clan.
Durante el verano de 2010 participó como jurado del programa El Megaplayback (2010) en Antena 3 junto a Yolanda Ramos. A finales de 2010 presentó un talk-show llamado Algo pasa con Marta (La Sexta).
En agosto de 2014, se incorporó como la quinta presentadora en el programa Hable con ellas de la cadena Telecinco, sustituyendo a Beatriz Montañez.
En junio de 2015, comenzó a presentar en las sobremesas de Telecinco, el programa Cámbiame.
También desde octubre de 2015, y hasta diciembre de 2015 presentó en el prime time de Telecinco la versión noche del programa diario llamada Cámbiame de noche. El 12 de noviembre de 2015, la presentadora visitó la casa de Gran Hermano 16 para el juego de inmunidad de los concursantes. Ese mismo año se anunció que sería la presentadora de Campanadas: Cámbiame de año junto a Cristina Rodríguez, Pelayo Díaz y Natalia Ferviú en Telecinco.
A principios de enero de 2017 y tras año y medio en él programa Cámbiame, el grupo Mediaset España decidió sustituir a la presentadora por Carlota Corredera debido a que esta quería seguir su carrera como actriz, Aunque su salida fue muy criticada por los medios debido a que no tuvo despedida oficial por parte del programa para poder despedirse de sus seguidores.

### Series
En 2007 fue escogida para interpretar a una asistenta llamada María Almagro en la serie El internado (Antena 3), junto con Blanca Suárez y Yon González.
En 2011 apareció en algunos episodios de Ángel o demonio (Telecinco) y en 2012 se incorporó a la temporada final de Los protegidos (Antena 3).
De mayo a septiembre de 2013 participó en el serial de TVE Gran Reserva: El origen, dando vida a Elena Cortázar. Se estrenó el 13 de mayo de 2013 y se emitió de lunes a viernes en La Uno a las 16:30 horas.
En 2014 se incorporó a los últimos capítulos de la serie Dreamland en Cuatro. En abril de 2014 se confirmó que formaría parte del reparto de la nueva serie de TV3 39+1, junto con actrices como Silvia Abril o Thaïs Blume.
En 2015 se confirma su papel en la miniserie The Night Manager (en español El Infiltrado) que se encuentran coproduciendo la BBC y AMC junto a Antonio de la Torre, Hugh Laurie y Tom Hiddleston.
En mayo de 2015, comienza a salir en la serie de las sobremesas de La 1 llamada Seis hermanas, con un papel puntual interpretando a Victoria.
En 2017 se confirma su participación estelar en la apuesta de Movistar+, Velvet Colección, serie donde comparte escenas con Marta Hazas y Aitana Sánchez-Gijón, entre otros.
El 27 de noviembre de 2017 Marta Torné realiza un cameo en el capítulo 9 de la temporada 10 de la serie La que se avecina de Telecinco, en el papel de Sandra.

### Teatro
El 7 de marzo de 2010 se estrenó la obra de teatro Más allá del puente, dirigida por David Botello, en el Teatro Borrás de Barcelona.
El 24 de septiembre de 2014 comenzó su participación en la obra El Ministro, una comedia escrita por Antonio Prieto y protagonizada junto a Carlos Sobera, Javier Antón y Guillermo Ortega.

## Vida personal
Esta barcelonesa se formó en producción y se inició en la radio. A la tele empezó haciendo de colaboradora a City TV, saltó a Vitamina N de la mano de Jordi González y de allá en Telecinco con el programa TNT del mismo presentador. De vez en cuando hace colaboraciones en La Sexta con Zapeando y hay rumores que podría entrar al nuevo programa talk show que Jordi González está cociendo con TV3.
En 2011 inició una relación sentimental con el director teatral Roger Gual, con el que se casó en junio de 2015.

## Filmografía

### Cine
| Año  | Título                  | Personaje | Director        |
| ---- | ----------------------- | --------- | --------------- |
| 2012 | Impávido                | Nora      | Carlos Therón   |
| 2013 | Menú Degustació         | Mina      | Roger Gual      |
| 2014 | La maniobra de Heimlich | Marta     | Manolo Vázquez  |
| 2016 | 7 años                  | Natalia   | Roger Gual      |
| 2019 | ¡Ay, mi madre!          | Carla     | Frank Ariza     |
| 2023 | Vera                    | Carmen    | Steffy Argelich |

### Series de televisión
| Año       | Título                  | Cadena              | Personaje            | Notas                           |
| --------- | ----------------------- | ------------------- | -------------------- | ------------------------------- |
| 2007-2010 | El internado            | Antena 3            | María Almagro        | Elenco principal; 71 episodios  |
| 2011      | Ángel o demonio         | Telecinco           | Margot               | Invitada; 1 episodio            |
| 2012      | Los protegidos          | Antena 3            | Julia Redondo        | Elenco principal; 14 episodios  |
| 2013      | Gran Reserva. El origen | La 1                | Elena Cortázar       | Elenco principal; 82 episodios  |
| 2014      | Dreamland School        | Cuatro              | Marta Torné          | Invitada; 1 episodio            |
| 2014      | 39+1                    | TV3                 | Beth                 | Elenco principal; 13 episodios  |
| 2015      | Seis hermanas           | La 1                | Victoria Villacieros | Elenco secundario; 36 episodios |
| 2016      | El Infiltrado           | BBC One             | Mercedes             | Elenco secundario; 3 episodios  |
| 2017      | La que se avecina       | Telecinco           | Sandra               | Invitada; 1 episodio            |
| 2017-2019 | Velvet Colección        | #0                  | Paloma Oliver        | Elenco principal; 21 episodios  |
| 2018      | Pequeñas coincidencias  | Amazon Prime Video  | Deborah Pons         | Invitada; 1 episodio            |
| 2021      | Los espabilados         | Movistar+           | Elsa                 | Invitada; 1 episodio            |
| 2022      | Fanático                | Netflix             | Valeria              | 3 episodios                     |
| 2022-2023 | Los protegidos: A.D.N.  | Atresplayer Premium | Julia Redondo        | Elenco principal; 6 episodios   |
| 2024      | Clanes                  | Netflix             | Marta                | Elenco secundario; 7 episodios  |

### Programas de televisión
| Año           | Título                                   | Cadena    | Notas          |
| ------------- | ---------------------------------------- | --------- | -------------- |
| 2002-2004     | Vitamina N                               | City TV   | Colaboradora   |
| 2004          | Gran Hermano: El Debate                  | Telecinco | Colaboradora   |
| 2004-2007     | TNT                                      | Telecinco | Colaboradora   |
| 2005          | Pecado Original                          | Telecinco | Copresentadora |
| 2005          | El programa de Verano                    | Telecinco | Presentadora   |
| 2010          | El Megaplayback                          | Antena 3  | Jurado         |
| 2010-2011     | Algo pasa con Marta                      | La Sexta  | Presentadora   |
| 2011          | El club de la comedia                    | La Sexta  | Cómica         |
| 2011          | Palomitas                                | Telecinco | Cómica         |
| 2014-2015     | Hable con ellas                          | Telecinco | Presentadora   |
| 2015-2017     | Cámbiame                                 | Telecinco | Presentadora   |
| 2015          | Cámbiame de noche                        | Telecinco | Presentadora   |
| 2015-2016     | Cámbiame de año                          | Telecinco | Presentadora   |
| 2017          | Cadena de amigas                         | Fox Life  | Colaboradora   |
| 2018          | Ilustres ignorantes                      | #0        | Colaboradora   |
| 2019          | Tu cara me suena: Concierto de Año Nuevo | Antena 3  | Concursante    |
| 2019          | MasterChef Celebrity                     | La 1      | Concursante    |
| 2020          | Lazos de sangre                          | La 1      | Colaboradora   |
| 2020-2022     | Persona Infiltrada                       | TV3       | Presentadora   |
| 2021          | El juego de los anillos                  | Antena 3  | Participante   |
| 2021          | Family Feud: La batalla de los famosos   | Antena 3  | Concursante    |
| 2021-2022     | Zapeando                                 | La Sexta  | Colaboradora   |
| 2022-presente | Eufòria                                  | TV3       | Presentadora   |
| 2024          | Babylon Show                             | Telecinco | Copresentadora |

### Cortometrajes
| Año  | Título        | Personaje | Director      |
| ---- | ------------- | --------- | ------------- |
| 2007 | Impávido      | Nora      | Carlos Therón |
| 2009 | Sin cobertura | Esther    | Iñaki Ibisate |

### Teatro
| Año       | Título              | Personaje | Notas           |
| --------- | ------------------- | --------- | --------------- |
| 2010      | Más allá del puente | Marta     | Papel principal |
| 2014-2015 | El ministro         | Sandra    | Papel principal |

## Premios y nominaciones
- Premio Revelación en los Premios Top Glamour 2008 por El internado.
- Nominación a la Ninfa de Oro a la Mejor Actriz en el Festival de Televisión de Montecarlo 2009 por El internado.
- Puesto 35 en Las 100 mujeres más sexys del Mundo 2009 de FHM.